# Arenys de Mar
Arenys de Mar ist eine katalanische Ortschaft in der Provinz Barcelona im Nordosten Spaniens. Sie liegt in der Comarca Maresme. Die Stadt hat einen bedeutenden Fischereihafen.

## Geschichte
Ab dem 13. Jahrhundert siedelten sich einige Bewohner an der Küste an, um Fischfang, Schiffbau und den Seeverkehr zu verschiedenen Häfen im westlichen Mittelmeer durchzuführen. Während dieses Zeitraums wurden mehrere befestigte Türme gebaut. Diese Türme dienten dazu, die Bevölkerung vor der Anwesenheit von Piratenschiffen zu warnen. Am 30. Januar 1939 eroberten franquistische Truppen die Stadt.

## Kultur und Sehenswürdigkeiten
Das Dorf hat Campingplätze, Ferienhäuser, Hostels und Pensionen. Da es eine Küstengemeinde ist, konzentriert sich der Tourismus im Sommer, während die Aktivität in den Wintermonaten minimal ist.

## Wirtschaft und Verkehr
Der Hafen von Arenys de Mar, 1952 gegründet, ist einer der wichtigsten an der katalanischen Küste und im Maresme. Die Fischerei, die sich im Umfeld des Hafens entwickelt, treibt einen großen Teil der wirtschaftlichen Aktivität der Stadt an. Der Hafen verfügt über einen eigenen Bereich für Sportboote. La Riera ist das Handelszentrum des Ortes und der Mittelpunkt aller Aktivitäten.

## Söhne und Töchter der Stadt
- Paula Montal Fornés (1799–1889), Ordensgründerin, Heilige der römisch-katholischen Kirche
- Jaime Catalá (1835–1899), Kirchenmann
- Francisco Xavier Ricardo Vilá y Mateu OFMCap (1851–1913), erster Apostolischer Vikar von Guam
- Cesc Fàbregas (* 1987), Fußballspieler
- Isabel Piralkova (* 2005), Wasserballspielerin

## Gemeindepartnerschaft
Arenys de Mar unterhält seit 1982 eine Partnerschaft mit der französischen Gemeinde Auterive.

## Fotogalerie

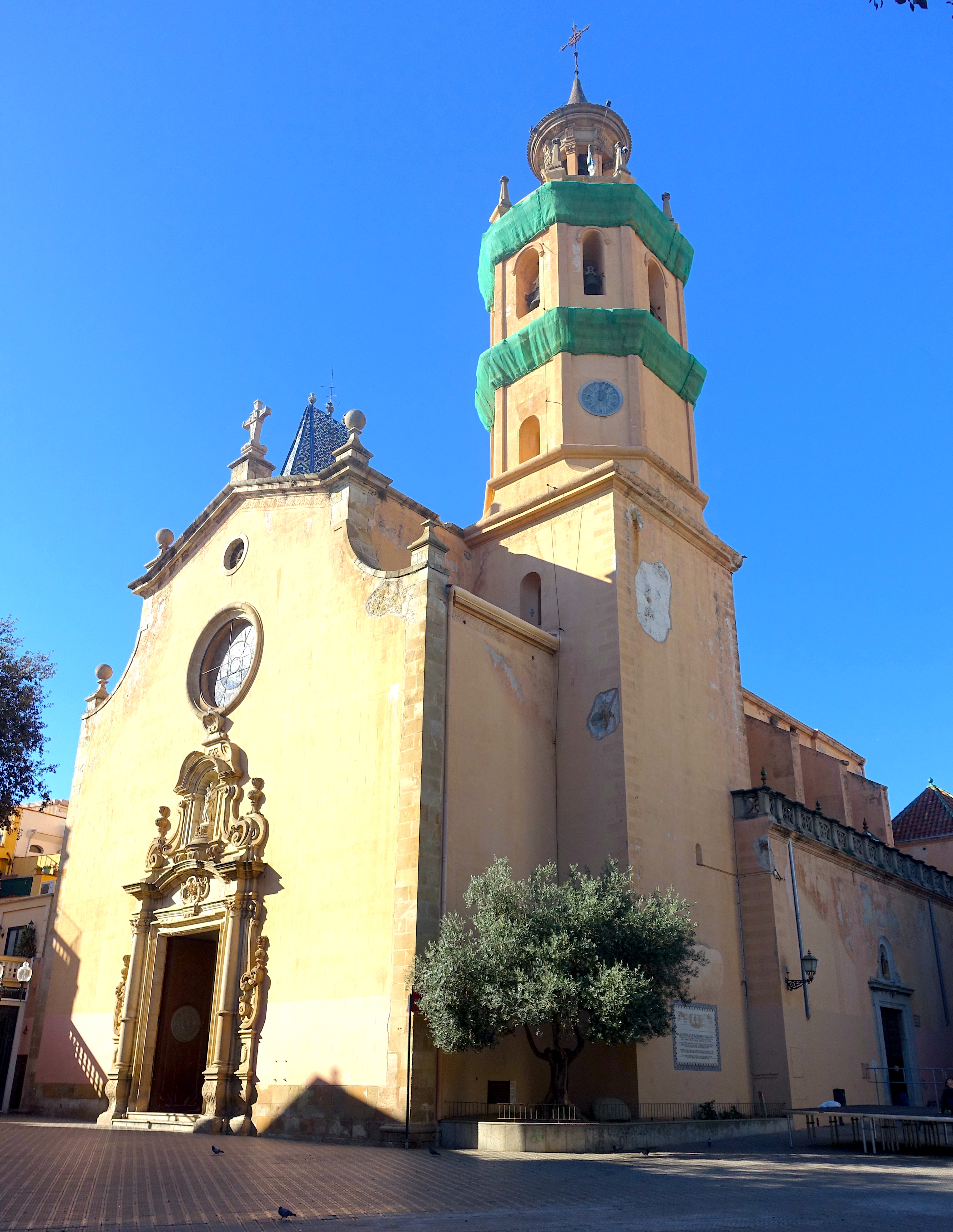
Kirche Santa Maria
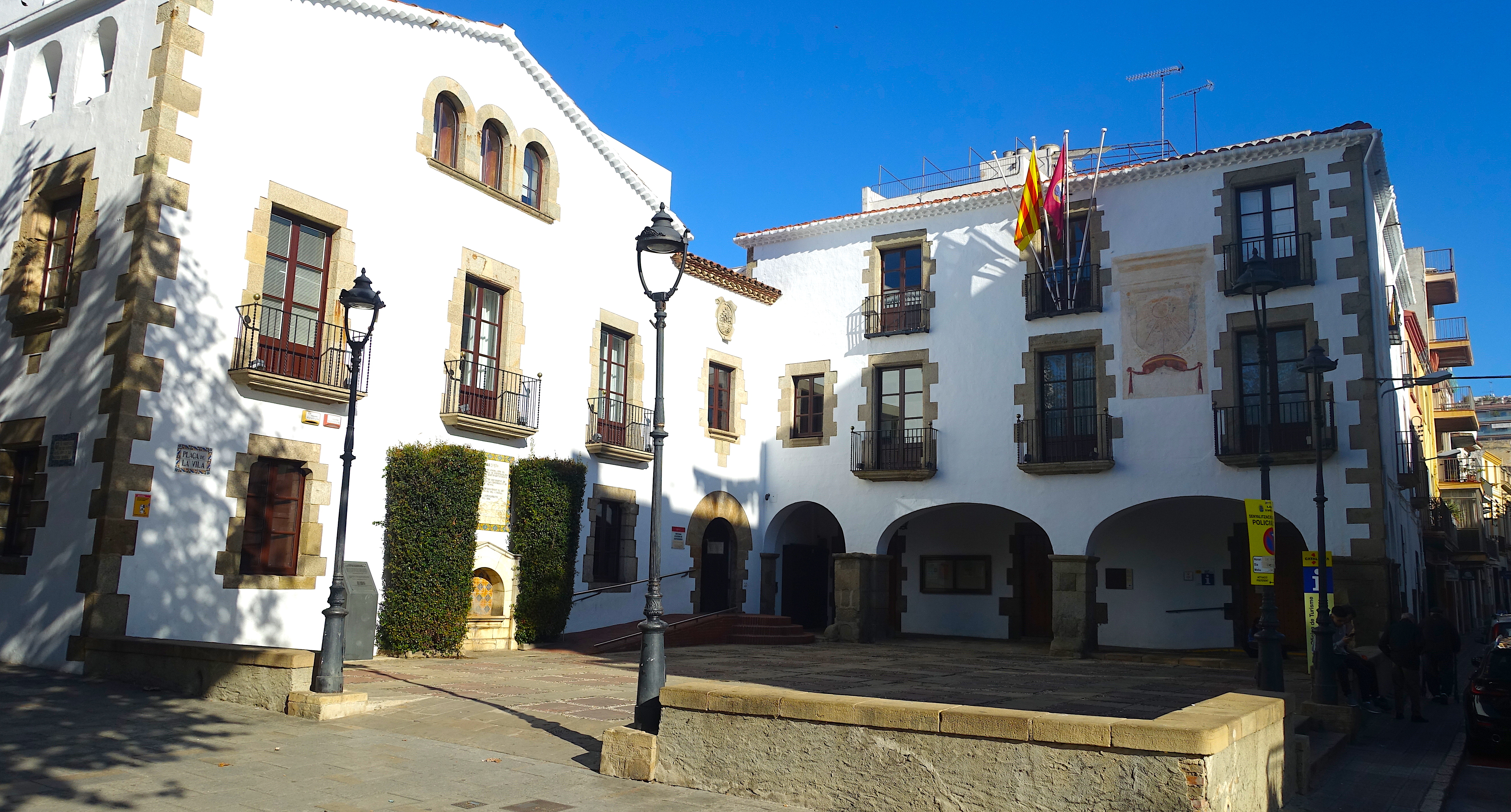
Rathaus von Arenys de Mar
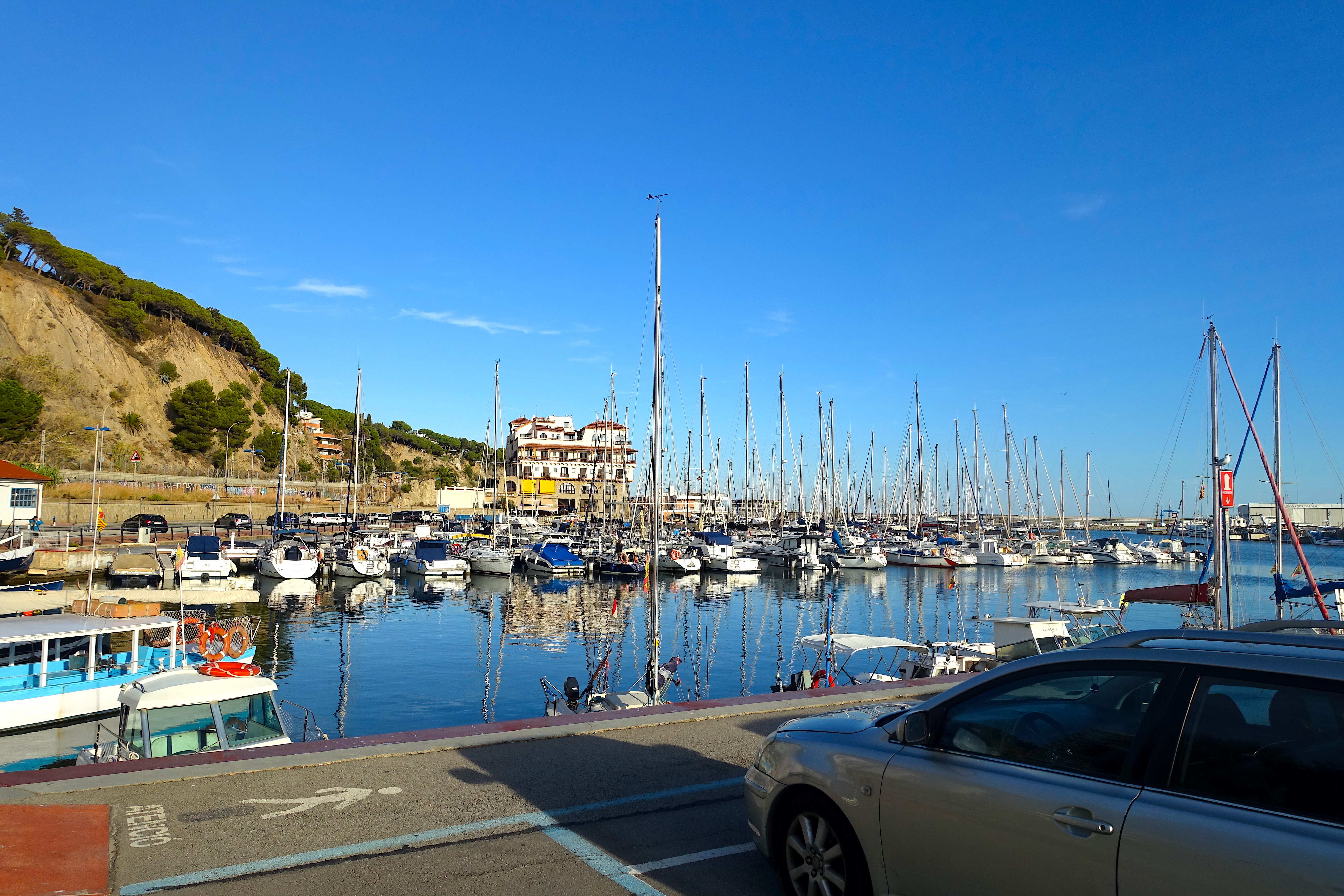
Hafen von Arenys de Mar
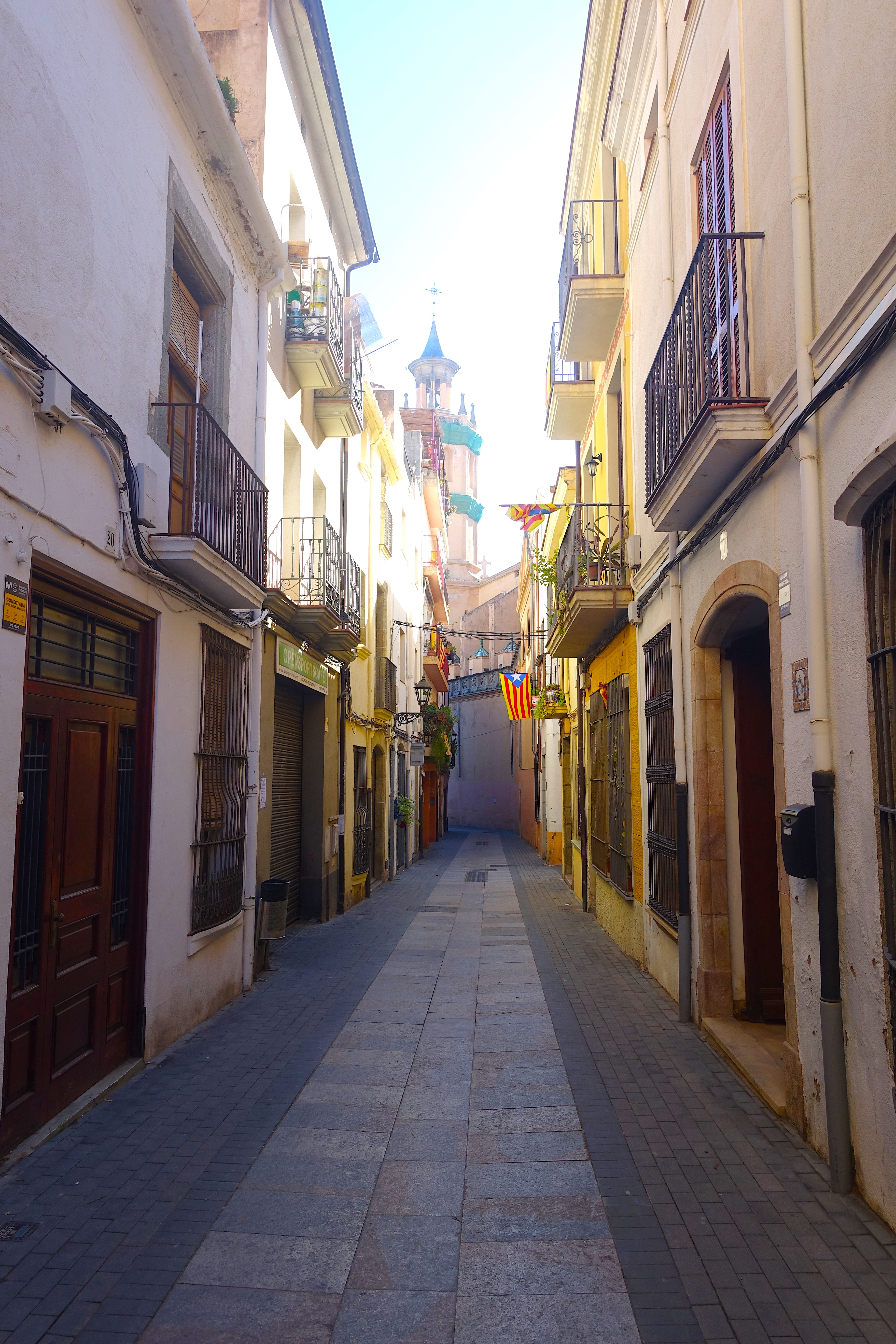
Straße in Arenys de Mar